# Cnidoscolus adenochlamys
Cnidoscolus adenochlamys är en törelväxtart som beskrevs av Francisco Javier Fernández Casas. Cnidoscolus adenochlamys ingår i släktet Cnidoscolus och familjen törelväxter. Inga underarter finns listade i Catalogue of Life.